# Cepos
Cepos is een plaats (freguesia) in de Portugese gemeente Arganil en telt 174 inwoners (2001).